# 와타리움 미술관

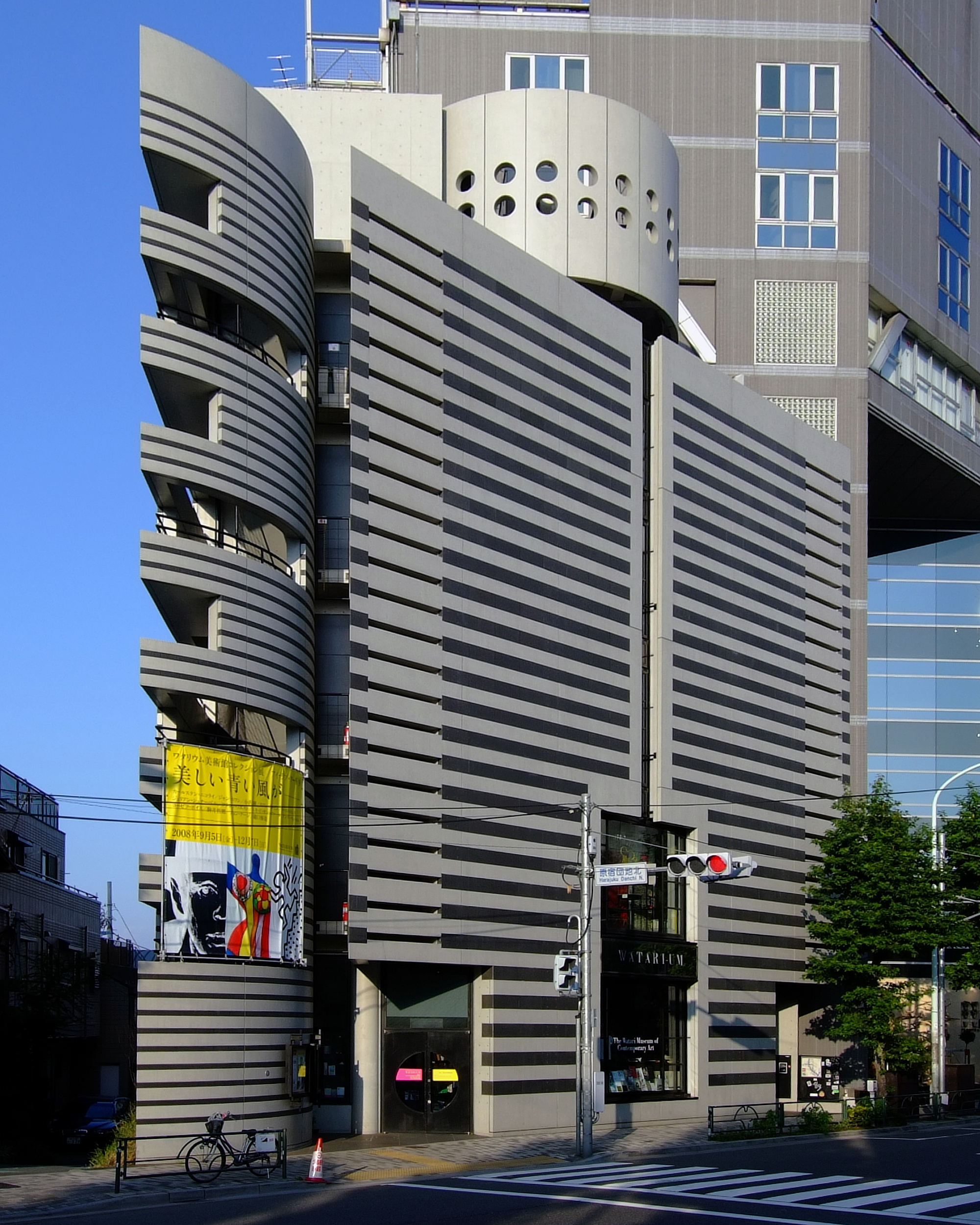
와타리움 미술관

와타리움 미술관(ワタリウム美術館)은 일본 시부야구에 있는 미술관이다. 1990년 9월에 오픈하였다. 마리오 보타의 작품이 있으며, 현대 미술의 작품을 중심으로 건축, 사진, 영상 미디어와 디자인 전람회를 기획하는 공간으로 활용되고 있다.